# GPU集群
GPU集群是一個计算机集群，其中每個節點配備有圖形處理單元（GPU）。通過圖形處理單元（GPGPU）上的通用計算來利用現代GPU的計算能力，可以使用GPU集群執行非常快速的計算。

## 硬件（GPU）
GPU集群可以使用來自兩個主要獨立硬件供應商的硬件（AMD和nVidia）。

## 硬件（其他）

### 互聯
除了计算机節點及其各自的GPU之外，還需要足夠快的互連以便在節點間傳送數據。互連的類型在很大程度上取決於存在的節點數量。互連的一些例子包括千兆以太網和無限帶寬。

### 供應商
NVIDIA提供專用特斯拉首選合作夥伴（TPP）中列表，能夠使用Tesla 20系列GPGPU構建和交付完全配置的GPU集群。AMAX信息技術公司，戴爾，惠普和Silicon Graphics是為數不多的幾家提供完整GPU集群和系統的公司之一。

## 軟件
製造許多配備GPU的機器所需的軟件組件包括：
1. 操作系統[3]
2. GPU驅動程序，用於每個群集節點中存在的每種類型的GPU
3. 集群API（如消息傳遞接口，MPI）
4. VirtualCL（VCL）[2]集群平台是OpenCL™的一个包装，允许大多数未修改的应用程序透明地利用集群中的多个OpenCL设备，就像所有设备都在本地计算机上一样。

## 算法映射
映射算法以運行GPU群集有點類似於映射算法以在傳統计算机群集上運行。例如：不是從RAM分配數組的片段，而是在GPU群集的節點之間劃分紋理。